# Камана (провинция)
Камана (исп.  Provincia de Camaná, кечуа  Kamana pruwinsya) — одна из 8 провинций перуанского региона Арекипа. Площадь составляет 3998,28 км². Население — 50 998 человек. Столица — город Камана.

## География
Граничит с провинциями: Каравели (на западе), Кондесуйос и Кастилья (на северо-востоке), Кайома (на востоке) и Ислай (на юге). С запада омывается водами Тихого океана.

## Административное деление
В административном отношении делится на 8 округов:
- Камана
- Хосе-Мария-Кимпер
- Марьяно-Николас-Валькарсер
- Марискаль-Касерес
- Николас-де-Пьерола
- Оконья
- Килька
- Самуэль-Пастор